# 퉁구스카 폭발사건
퉁구스카 폭발사건은 1908년 6월 30일 오전 7시 17분경 지금의 러시아 시베리아 크라스노야르스크 지방 즉, 예니세이 강의 지류인 포트카멘나야퉁구스카강 유역 북위 60° 55′, 동경 101° 57′ 지점의 밀림에서, 소행성이 충돌해 대규모의 공중폭발이 발생한 사건이다.
불덩이가 서쪽에서 동쪽으로 날아가다가 폭발했다. 폭발한 불덩이는 후에 1,000~1,500만 톤 가량 된 것으로 추정되었으며 나무 6,000~8,000만 그루에 해당하는 2,150km²의 숲을 파괴하였다. 파괴된 숲에서는 사건으로 죽은 1,500여 마리의 순록 시체와 옆으로 쓰러진 나무들이 발견되었으며, 기둥처럼 제대로 서있으나 나무들의 가지는 모두 부러진 특이점 또한 있었다. 어린 나무들이 무성하게 자랐다.
당시 목격자들도 "450km나 떨어진 곳에 있던 기차를 타고 있었음에도 심한 땅울림과 함께 돌풍이 몰아쳐서 열차가 전복되었다.", "사건현장에서 15km 떨어진 곳에서 방목하던 가축 1,500마리가 타 죽었다"라며 '공포의 불덩이'가 일으킨 폭발의 위력이 얼마나 대단했는지를 증언하였다.
당시의 폭발력을 현재의 TNT를 기준으로 한다면 500만 톤에 달하는 상당한 규모로 추정된다.
1931년 옛 소련 과학아카데미와 모스크바 대학교의 과학자들이 조사했으나, 정확한 결론은 내지 못했다. 단지 대운석이 떨어진 것으로 추정될 뿐이다.
폭발의 원인으로는 블랙홀 추락설, 운석 추락설 등 수많은 가설이 나왔지만 2013년에 운석 파편을 발견하여 대폭발의 원인이 석질 소행성임을 발견해 냈다.
핵폭발과 소행성 충돌의 경우에만 형성된다고 알려진 충격석영이 발견되었다.
19세기 지도에는 존재하지 않던 '체코 호수'를 운석 파편이 형성하였다고 보는 시각 또한 있으나 아직 정확하게 해명되지 않은 사건이다.

## 참고해야 할 서적
- 코스모스